# Gewone dennenbladwesp
De gewone dennenbladwesp (Diprion pini) is een insect uit de familie van de dennenbladwespen (Diprionidae) en werd in 1758 vermeld door Linnaeus onder de naam Tenthredo pini in de tiende editie van Systema naturae.

## Larven
De larven leven voornamelijk op grove den (Pinus sylvestris) maar ook op Siberische dwergden (Pinus pumila), Weymouthden (Pinus strobus)  en struikden (Pinus banksiana)

## Verspreiding en leefgebied
De soort is een zeer algemene dennebladwesp in Noord-Amerika, Centraal- en Noord-Europa en is inheems in Nederland. Hij komt voor in naaldbossen en kan daar massaal optreden om honderden hectaren bos kaal te vreten.

## Natuurlijke vijanden
Voor alle ontwikkelingsstadia van de gewone dennenbladwesp zijn natuurlijke vijanden bekend. In het eistadium zijn dat bijvoorbeeld Closterocerus ruforum en Dipriocampe diprioni. In het coconstadium is dat bijvoorbeeld Drino inconspicua.

## Synoniemen
- Diprion butovitschi
- Diprion butowitschi
- Lophyrus pini
- Tenthredo pini

## Galerij

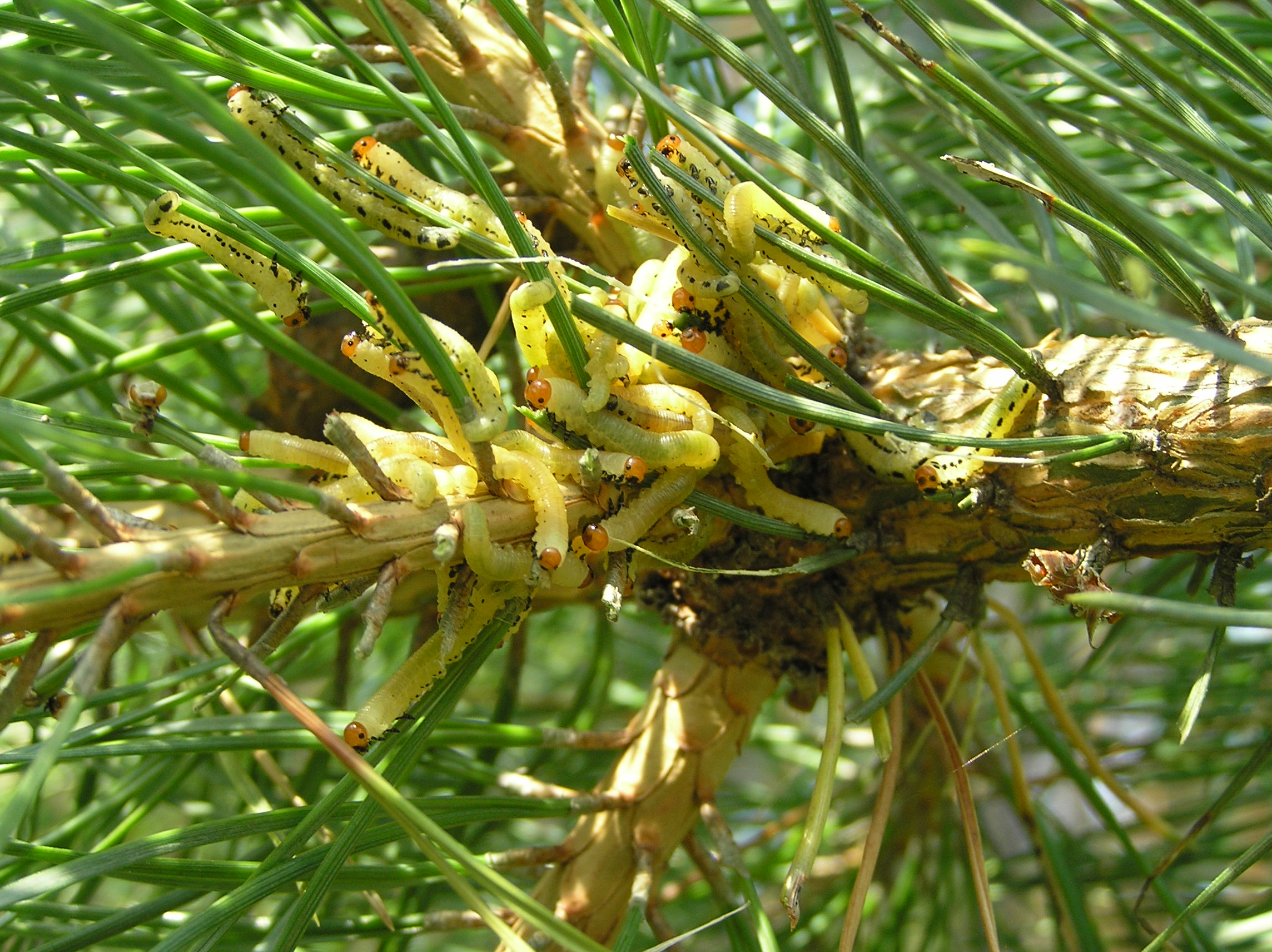
Larven
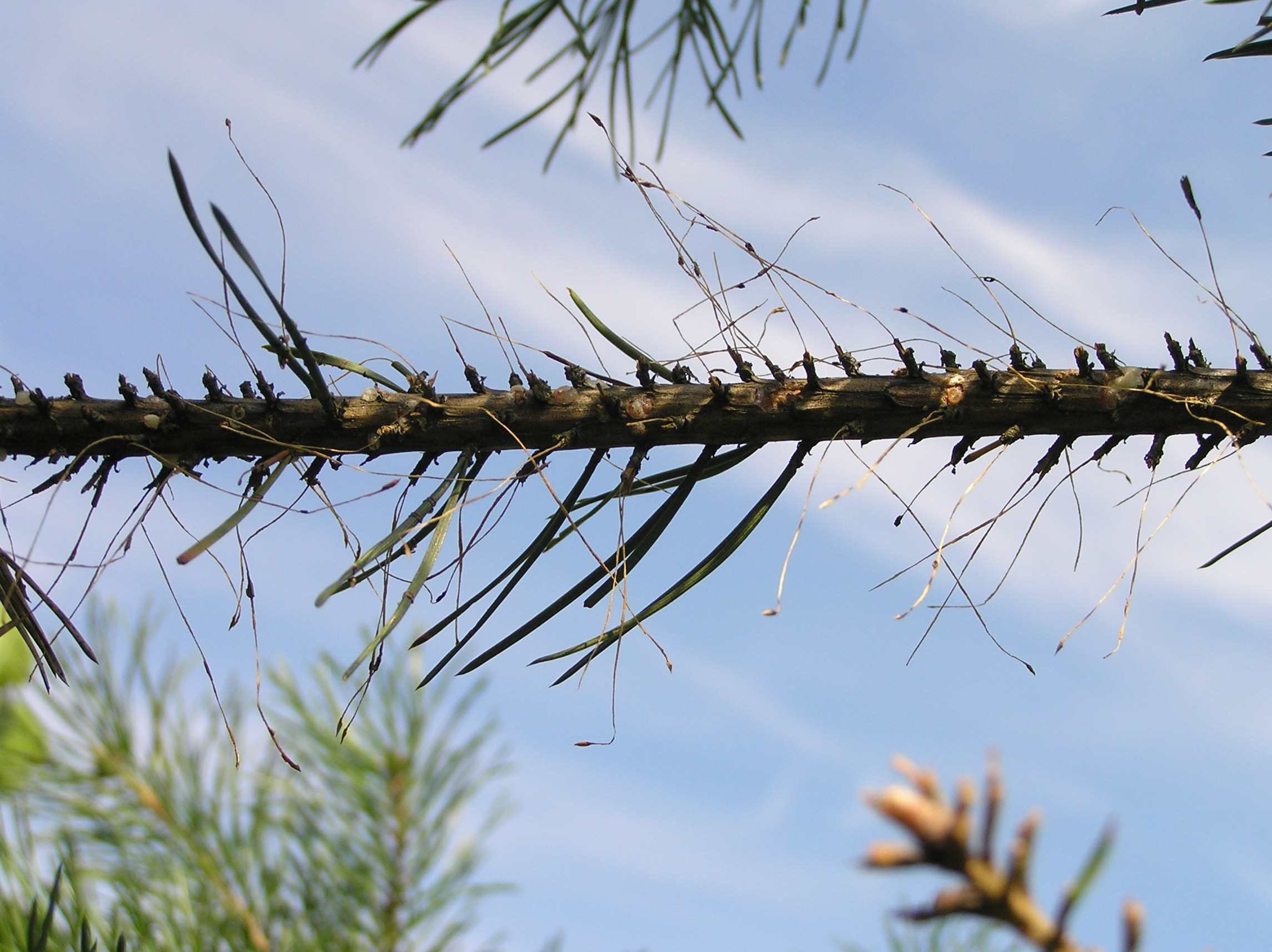
Schade door larven